# 17 Thetis
Teti (17 Thetis) è un piccolo asteroide della fascia principale. Si tratta di un tipico asteroide di tipo S, caratterizzato da una superficie relativamente brillante e composto da silicati e ferro-nichel.
Teti fu il primo dei ventiquattro asteroidi scoperti dall'astronomo tedesco Karl Theodor Robert Luther; venne individuato il 17 aprile 1852 all'Osservatorio di Düsseldorf, in Germania, di cui Luther era direttore dal 1851. Fu battezzato così in onore di Teti, madre di Achille, eroe della guerra di Troia, secondo la mitologia greca.
Un'occultazione stellare di Thetis è stata osservata da Umatilla (Oregon), negli Stati Uniti d'America, il 19 maggio 1999, ma durante l'evento non sono state raccolte informazioni significative sulla natura del corpo.